# Keisuke Tsuboi
Keisuke Tsuboi (n. 16 septembrie 1979) este un fotbalist japonez.

## Statistici
| Japonia | Japonia | Japonia |
| An      | Meciuri | Goluri  |
| ------- | ------- | ------- |
| 2003    | 11      | 0       |
| 2004    | 10      | 0       |
| 2005    | 7       | 0       |
| 2006    | 11      | 0       |
| 2007    | 1       | 0       |
| Total   | 40      | 0       |